# Beyton
Beyton is een civil parish in het bestuurlijke gebied Mid Suffolk, in het Engelse graafschap Suffolk met 713 inwoners.